# Teateråret 1882

## Händelser

### September
- 25 september – Örebro teater i Sverige totalförstörs i en brand.[1]

### Okänt datum
- Anne Charlotte Leffler skriver pjäsen Artistklubben.[2]

## Årets uppsättningar

### Januari
- 1 januari – Alfhild Agrells pjäs En hufvudsak har urpremiär på Nya teatern i Stockholm.[3]

### Februari
- 4 februari – Amanda Kerfstedt pjäs Lilla Nina har urpremiär på Dramaten i Stockholm.[4]

### Maj
- 20 maj – Henrik Ibsens drama Gengångare har urpremiär på Aurora Turner Hall i Chicago.[5]

### November
- 25 november – August Strindbergs pjäs Herr Bengts hustru har urpremiär på Nya teatern i Stockholm.[6]

### December
- 18 december – Alfhild Agrells pjäs Räddad har urpremiär på Dramaten i Stockholm.[7]

### Okänt datum
- Selfrid Kinmansons pjäs Öregrund-Östhammar har urpremiär på Mosebacketeatern i Stockholm.
- Gustav Esmanns pjäs Kära släkten har svensk premiär på Dramaten i Stockholm.

## Födda
- 24 oktober – Sybil Thorndike, brittisk skådespelerska.

## Avlidna
- 1 april – Betty Almlöf, 50, svensk skådespelare.
- 25 maj – Johann Nestroy, 60, österrikisk dramatiker och skådespelare.
- 11 november – Charlotta Almlöf, 68, svensk skådespelare.